# Бутия
Бу́тия (англ. Boothia Peninsula, ранее назывался Бутия Феликс, а также Бусия Феликс) — большой полуостров в канадской Арктике, южнее острова Сомерсет.

## География
Полуостров Бутия имеет площадь 32 300 км² и на 250 км вдаётся вглубь Канадского Арктического архипелага. Мыс Мерчисон на севере полуострова является самой северной точкой материковой Канады и Северной Америки. Полуостров присоединился к материку перешейком, почти разорванным двумя глубокими бухтами и цепью больших озёр. От острова Сомерсет отделяется узким двухкилометровым проливом Белло. К востоку, через одноимённый залив лежит большой остров Баффинова Земля. Рельеф — горные плато высотой до 500 метров, окружённые прибрежными равнинами.

## Геология и палеонтология
На полуострове имеются выходы пород раннего ордовикского периода, над которыми сразу следуют породы позднего ордовика и раннего силура (средний ордовик отсутствует). В этих отложениях найдено более 1000 окаменелостей конодонтов 37 видов и 28 родов, среди которых Teridontus, Cordylodus, Rossodus, Variabiloconus, Semiacontiodus, Drepanoistodus, Parapanderodus, Ulrichodina, Acodus, Colaptoconus, Polyplacognathus, Pteracontiodus, Milaculum и Phosphannulus. В нижнем и верхнем ордовике выделяются конодонтовые зоны.

## Исследование
Полуостров открыт в 1829 году известным полярным исследователем Джоном Россом во время экспедиции по поиску Северо-Западного прохода из Атлантического в Тихий океан и назван в честь лондонского пивовара Феликса Бута, спонсировавшего экспедицию. После трёх зимовок во льдах Росс был вынужден покинуть свой корабль Victory и возвращаться пешком. Его племянник, Джеймс Росс, позже подтвердил, что Бутия является полуостровом и обнаружил Северный Магнитный полюс на его западной стороне.
Роальд Амундсен совершил санное путешествие по западному побережью полуострова в 1904 году, а Генри Ларсен, зимуя в бухте Пейсли во время своего успешного путешествия через Северо-Западный проход в 1940—1942 годах, обследовал весь полуостров на санях. Существует только один населённый пункт на полуострове — маленький посёлок Талойоак, который расположен на перешейке.